# Ardiansyah
Ardiansyah (Banjarmasin, 5 dicembre 1951 – Giakarta, 28 ottobre 2017) è stato uno scacchista indonesiano.
Nel 1986 diventò il secondo Grande maestro dell'Indonesia.
È noto anche come "Haji Ardiansyah" e "Herman Ardiansyah", ma Il sito Indonesiabase.com precisa che Haji è un titolo onorifico islamico e il suo nome è semplicemente "Ardiansyah". Il fatto di essere registrato dalla FIDE come "Ardiansyah, H" è stato interpretato come l'iniziale di Herman, ma ciò è errato. Probabilmente c'è stata confusione con Herman Suradiradja, che nel 1978 diventò il primo GM indonesiano.

Vinse cinque volte il Campionato indonesiano (1969, 1970, 1974, 1976 e 1988).
Ha partecipato con l'Indonesia a 11 Olimpiadi degli scacchi dal 1970 al 1996 (cinque volte in 1ª scacchiera), realizzando complessivamente (+54 –46 =44).
Ha raggiunto il massimo rating in luglio 1987, con 2.480 punti Elo (al secondo posto in Indonesia dopo Utut Adianto).
Nel grande torneo all'italiana di Surakarta-Denpasar 1982 (26 giocatori di cui 18 GM), vinto da Walter Brown, si classificò 10º-14º con 14 punti su 25 partite.
Tra i suoi successi di torneo sono da citare il primo posto alla pari a Giakarta nel 1987 e il primo posto a Singapore nel 1997.